# Marcel Gisler
Marcel Gisler (* 18. März 1960 in Altstätten) ist ein Schweizer Filmemacher, Regisseur und Drehbuchautor.

## Leben und Werk
Marcel Gisler wuchs im Kanton St. Gallen auf. An der Freien Universität Berlin studierte er Theaterwissenschaften und Philosophie. Dort gründete er mit Freunden eine dem «cinéma copain» verpflichtete Filmgruppe, aus der sein erster Kinospielfilm Tagediebe hervorging: ein Porträt der West-Berliner Gegenkultur der 1980er Jahre. Mit dem Film gewann er auf Anhieb den silbernen Leoparden in Locarno. Marcel Gislers weitere Filme spielen in – zumeist großstädtischen – Gegenwartswelten. F. est un salaud entstand nach dem schweizerdeutschen Kultroman «Ter Fögi isch e Souhung» von Martin Frank. Rosie, Eröffnungsfilm der 48. Solothurner Filmtage, erhielt sechs Nominierungen für den Schweizer Filmpreis 2013. Sein Dokumentarfilm Electroboy wurde 2015 mit dem Schweizer Filmpreis ausgezeichnet.
Marcel Gisler ist u. a. Dozent an der Deutschen Film- und Fernsehakademie Berlin und Mitglied der Europäischen Filmakademie.

## Filmografie
- 1985: Tagediebe
- 1988: Schlaflose Nächte
- 1991: Die blaue Stunde[2]
- 1998: Madeleine (Blind Date)
- 1998: F. est un salaud
- 2003–2007: Lüthi und Blanc (Drehbuchautor 36 Folgen)
- 2013: Rosie
- 2014: Electroboy
- 2018: Mario
- 2019: Aus dem Schatten – Eine Zeit der Hoffnung

## Auszeichnungen
- 1985 Silberner Leopard für Tagediebe
- 1988 Bronzener Leopard für Schlaflose Nächte
- 1992 Max-Ophüls-Preis des saarländischen Ministerpräsidenten für Die blaue Stunde
- 1999 Schweizer Filmpreis für F. est un salaud
- 2013 Sechs Nominierungen für den Schweizer Filmpreis für Rosie, Schweizer Filmpreis 2013 für Sibylle Brunner in Rosie (Beste Darstellerin)
- 2013 Zürcher Filmpreis für Rosie
- 2014 Zürcher Filmpreis für Electroboy[3]
- 2015 Drei Nominierungen für den Schweizer Filmpreis für Electroboy[4]
- 2015 Schweizer Filmpreis für Electroboy
- 2015 Publikumspreis des Internationalen Dokumentarfilmfestival München[5] für Electroboy
- 2018 Festival Award FilmOut San Diego (USA) bester internationaler Spielfilm für Mario
- 2018 Vier Nominierungen für den Schweizer Filmpreis für Mario (bester Spielfilm, bestes Drehbuch), Schweizer Filmpreis für Max Hubacher (Bester Darsteller) und Jessie Moravec (Beste Nebendarstellerin), beide in Mario